# Bohemian Grove
Bohemian Grove (ungefähr auf Deutsch mit "Künstler-Hain" übersetzbar) ist ein etwa 11 Quadratkilometer großes Gelände östlich von Monte Rio im US-Bundesstaat Kalifornien. Seit 1899 treffen sich dort die ausschließlich männlichen Mitglieder des „Bohemian Club“, die vornehmlich aus der US-amerikanischen Elite aus Politik, Wirtschaft, Kunst und Medien rekrutiert werden, zu einem 15-tägigen Retreat mit Veranstaltungen aller Art. Die Exklusivität des Klubs wird durch die Wartezeit nach Antrag auf Mitgliedschaft deutlich, die in der Regel 15 bis 20 Jahre betragen soll, wobei auch Eilanträge mit nur drei Jahren Wartezeit in Ausnahmefällen möglich sind. In jedem Fall müssen mindestens zwei aktive Mitglieder den Aufnahmekandidaten empfehlen (Kooptation). Eine Aufnahmegebühr von 25.000 Dollar sowie weitere Jahreszahlungen werden bei Erfolg fällig.
Es nahmen außer Ernest O. Lawrence und diversen hochrangigen Militärbeamten auch der Präsident der Harvard University sowie Vertreter von Standard Oil und General Electric daran teil. Zu den regelmäßigen Besuchern des Bohemian-Grove-Events gehörten oder gehören unter anderem Helmut Schmidt, Henry Kissinger, Alan Greenspan, Richard Nixon, George Bush Senior, George Bush Junior und Arnold Schwarzenegger. Die Veranstaltungen finden im Juli statt und dauern von einem Samstag bis zum übernächsten Samstag.
Die Treffen sind Gegenstand verschiedener Verschwörungstheorien, wonach die Mitglieder, ohne dazu demokratisch legitimiert zu sein, insgeheim die Geschicke der Vereinigten Staaten, wenn nicht der Welt lenken würden (wie es ähnlich auch dem Council on Foreign Relations oder der Trilateralen Kommission nachgesagt wird), oder dort würden heidnische bzw. satanistische Rituale bis hin zur Opferung von Kindern vollzogen. Nachdem der paläokonservative Radiomoderator Alex Jones ausführlich über die Praktiken berichtet hatte, die angeblich im Bohemian Grove stattfänden, drang im Januar 2002 ein schwerbewaffneter Amerikaner auf das Gelände vor, um die von ihm dort vermutete rituelle Gewalt zu beenden. Die Polizei konnte ihn festnehmen, niemand kam zu Schaden.